# سان فلور
سان فلور هي بلدية تقع في إقليم كانتال، أوفيرن جنوب وسط فرنسا.